# الرابطة الكمبودية 2005
الرابطة الكمبودية 2005 هو موسم من الرابطة الكمبودية. فاز فيه Khemara Keila FC ‏.